# Ana Malhoa

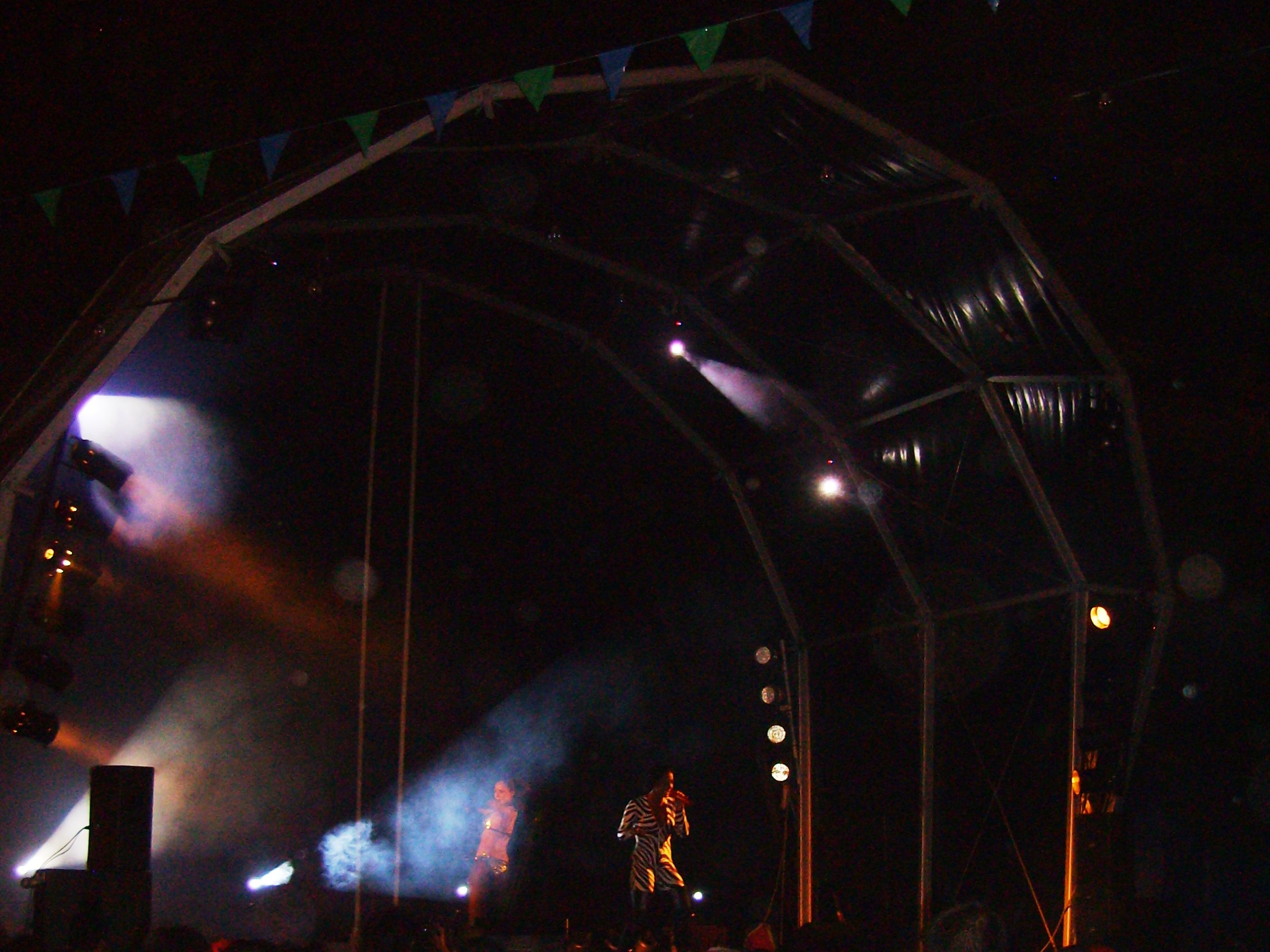
Live Vila do Porto 2010

Ana Sofia Lopes Malhoa (* 6. August 1979 in São Sebastião da Pedreira, Lissabon, Portugal) ist eine portugiesische Sängerin, Komponistin und Produzentin.

## Leben
Ana Malhoa ist die Tochter des in Portugal bekannten Sängers José Malhoa und Angelina Lopes. Ihre Mutter starb, als sie vier Monate alt war, und sie wuchs bei ihrer Stiefmutter Rosa Malhoa auf. Als sie 12 Jahre alt war, erkannte sie, dass Rosa nicht ihre leibliche Mutter ist.
Sie begann ihre Karriere im Jahr 1985, als sie sechs Jahre alt war. Im Jahr 1988 war sie erstmals in der Sendung "O Grande Pagode" des öffentlich-rechtlichen Fernsehsenders Rádio e Televisão de Portugal (RTP) zu sehen. Seither wirkte sie in etwa 50 TV-Produktionen mit.
1992 brachte sie ihr erstes Album "I´m happy" heraus, das bald Goldstatus erreichte. Im selben Jahr verlegte sie mit ihrem Vater ein weiteres Album Dois Corações, das ebenfalls eine Goldene Schallplatte wurde. Insgesamt verkaufte sich dieses mit mehr als 630.000 Exemplaren.
1998 heiratete sie Jorge Moreira, im Jahr 1999 bekam das Paar die Tochter India, die heute ebenfalls Sängerin ist.
2009 posierte Ana Malhoa für die portugiesische Ausgabe des Playboy-Magazins.
2016 wurde bekannt, dass sie von ihrem Mann Jorge Moreira geschieden wurde.

## Diskografie
- Ana Malhoa (2000)
- Por Amor (2001)
- Eu (2003)
- Eu Sou Latina (2004)
- Nada Me Pára (2007)
- Exótica (2008)
- Sexy (2009)
- Caliente (2011)
- Azucar (2013)
- Superlatina (2015)
- Futura (2016)